# Граптоліти
Граптолі́ти, Ґраптоліти (англ. graptolithina, graptolites; нім. Graptolithen) — викопна група колоніальних морських тварин типу напівхордових. За сучасними класифікаціями, є підкласом перистозяберних. Іноді граптолітами називають усіх перистозяберних.
З'явилися у середньому кембрії, вимерли в ранньому карбоні. Слугують провідними викопними формами. Залишки граполітів входять до складу морських відкладів.

## Морфологія

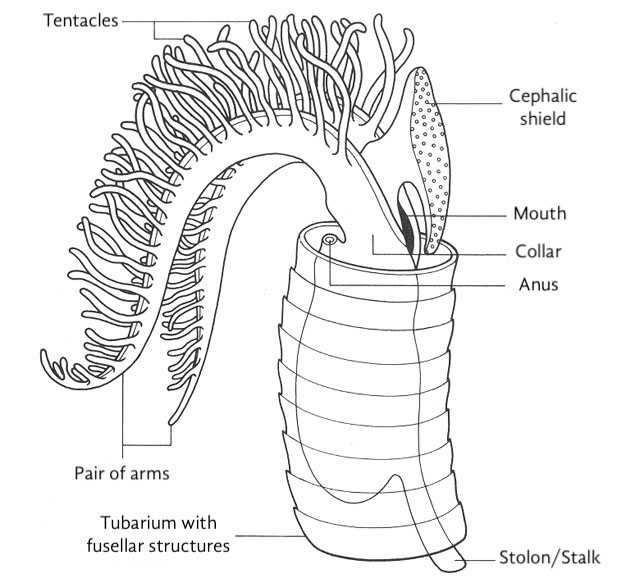
Будова зооїда граптолітів

Граптоліти були колоніальними тваринами, колонії започатковувалися окремим граптолітом, виниклим унаслідок статевого розмноження в іншій колонії, який формував столон. Від нього відбруньковувалися решта граптолітів (зооїди), які формували так звані теки, кожна з яких включала зооїда і його панцир. Колонії могли бути як донними, так і вільноплаваючими, або прикріплюватися до плаваючих водоростей чи морських тварин. Розміри колоній досягали до 50 см й більше в діаметрі, але в середньому 2-6 см, включаючи до кількох тисяч зооїдів. Композиція колонії могла бути різноманітною, переважно сітчатою чи гіллястою. В одних видів усі зооїди колонії мали однакові функції, в інших — спеціалізувалися. Так, у вільноплаваючих видів частина зооїдів формувала наповнену повітрям камеру, а решта слугували для захоплення їжі.
Тіло граптолітів поділялося на стовбур, комір і передротовий диск. Стовбур мав панцирний покрив, який називається тубарій, і складався з колагену чи хітину. Він складався з двох шарів: внутрішніх напівкілець і зовнішньої кірки. Саме скам'янілі тубарії складають більшість залишків граптолітів. На комірі, ближчому до кінця стовбура, містилися рот, анус і два гіллястих відростки (птеробрахії), якими захоплювалася їжа. Комір міг ховатися під передротовим диском. Залежно від виду, зооїди граптолітів відбруньковувалися від спільної гілки або послідовно один від одного.
Нервова система граптолітів була дуже простою, являючи собою шар нервових волокон і комірцевий ганглій.

## Спосіб життя

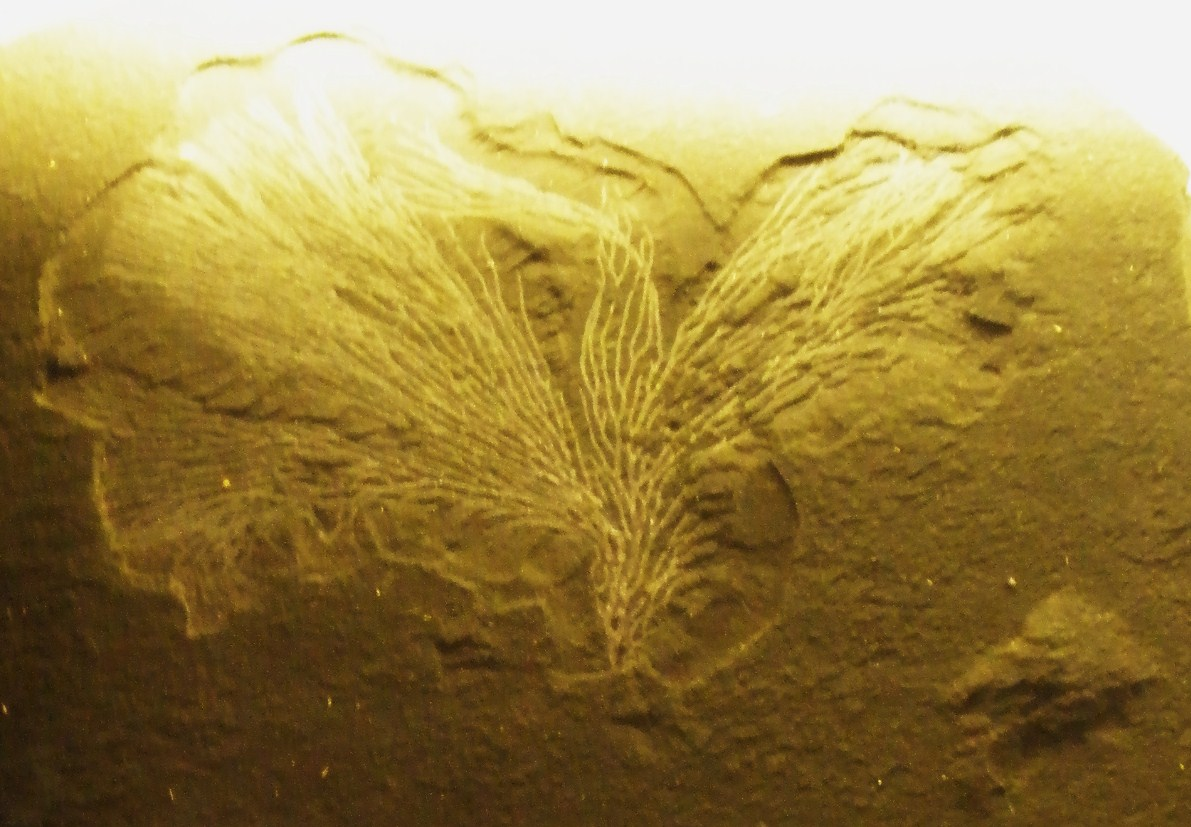
Залишки гіллястої колонії

Молоді та плаваючі граптоліти були важливою складовою морських екосистем мезозойської ери, складаючи велику частку зоопланктону. Харчувалися, захоплюючи гіллястими відростками плаваючі у воді органічні частки. Граптоліти росли дуже швидко, формуючи нові зооїди впродовж терміну від годин до днів. У той же час колонії могли існувати понад десяток років, налічуючи сотні й тисячі зооїдів. Тубарії померлих зооїдів могли заселятися повторно.

## Таксономія
Граптолітів поділяють на 2 класи:
- Стереостолонати (Stereostolonata), представлені бентосними організмами, що мали тверді столони й утворювали деревоподібні або конусоподібні колонії;
- Граптолоїдеї (Graptoloidea) — планктонні чи псевдопланктонні (прикріплені до плаваючих водоростей), позбавлені столонів організми, які утворювали колонії різноманітної форми.

## Галерея

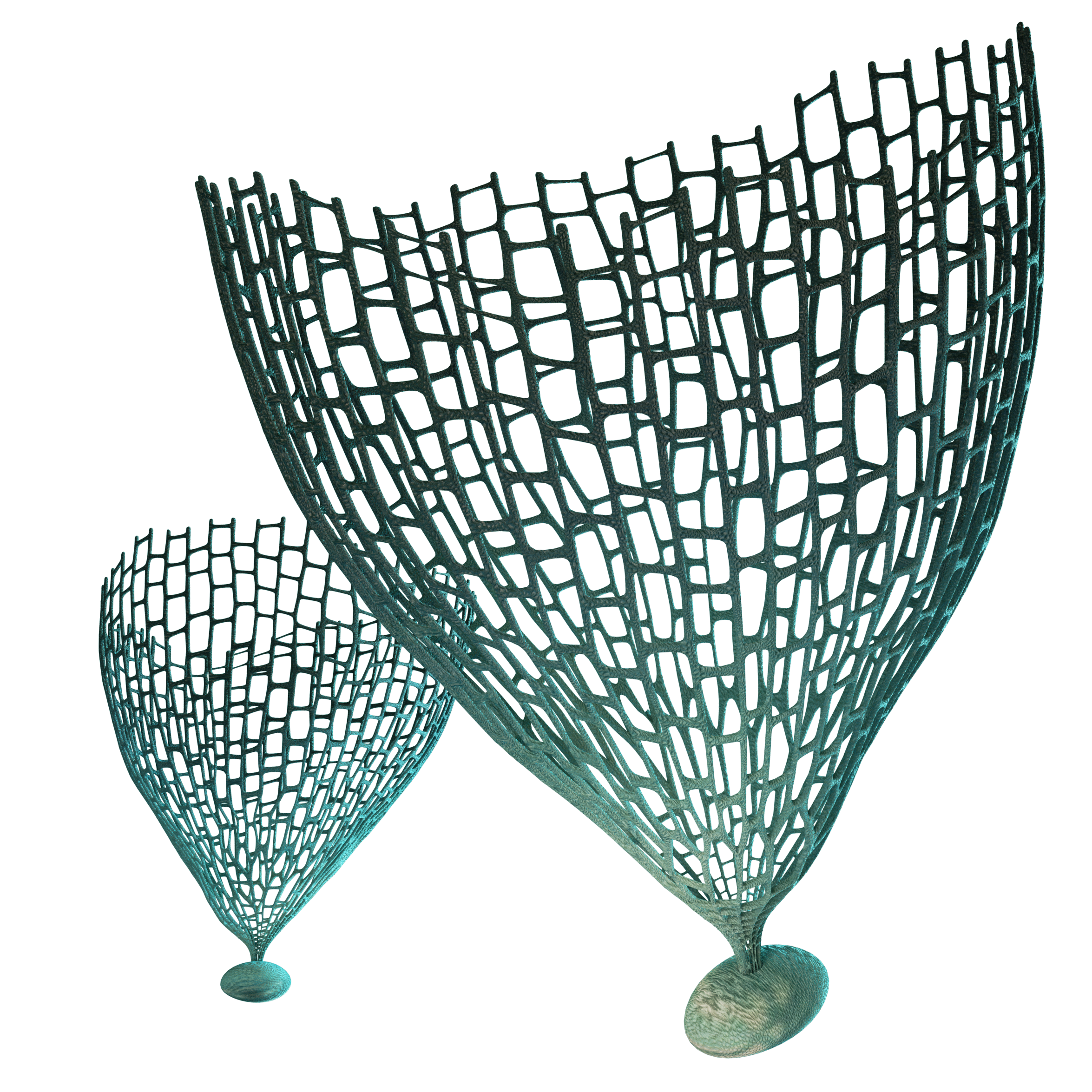
Реконструкція гіпотетичного вигляду осідлої колонії роду Dictyonema
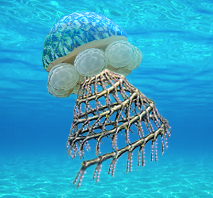
Реконструкція гіпотетичного вигляду плаваючої колонії
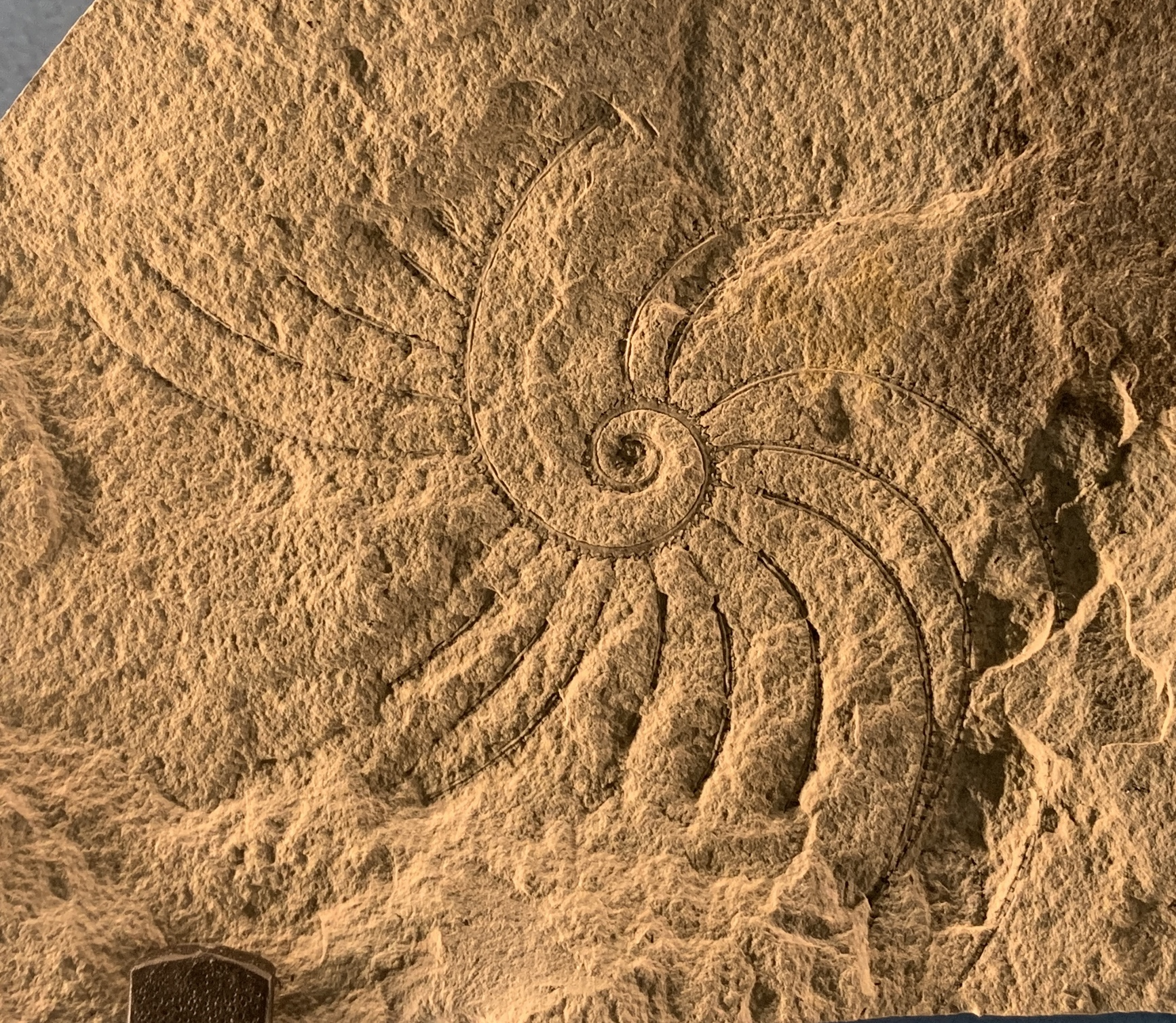
Скам'янілість спіральної колонії Cyrtograptus canadensis
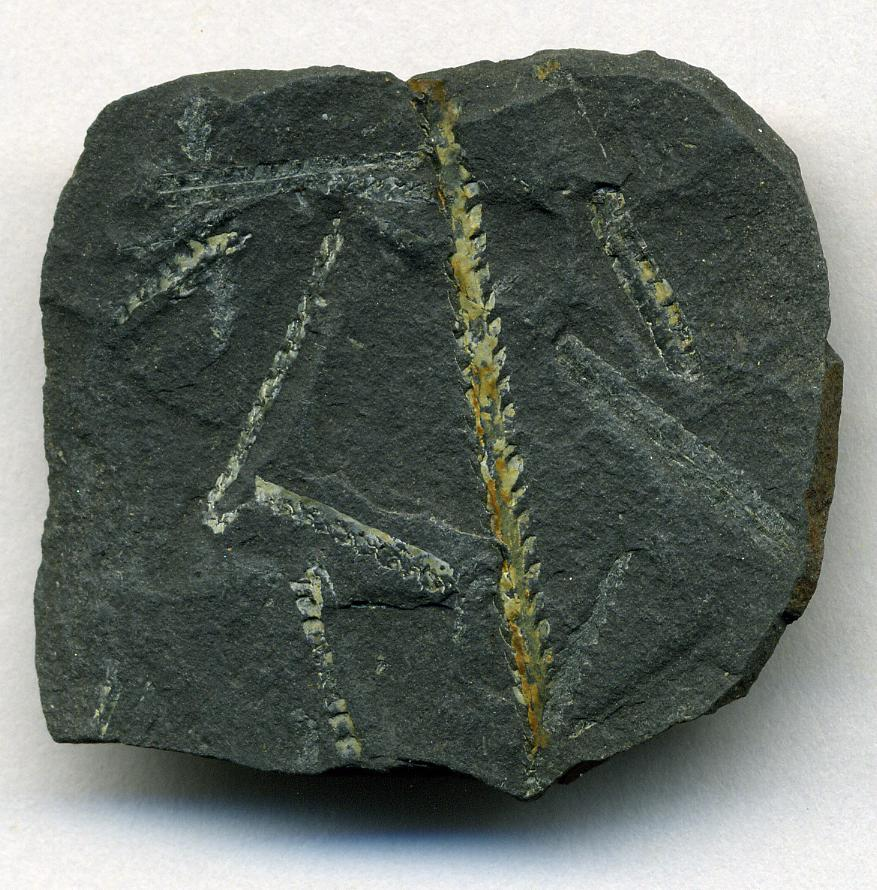
Скам'янілість колонії Climacograptus wilsoni
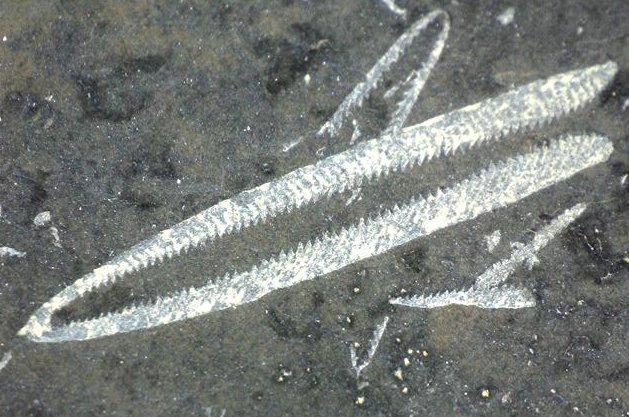
Скам'янілість колонії Didymograptus murchisoni
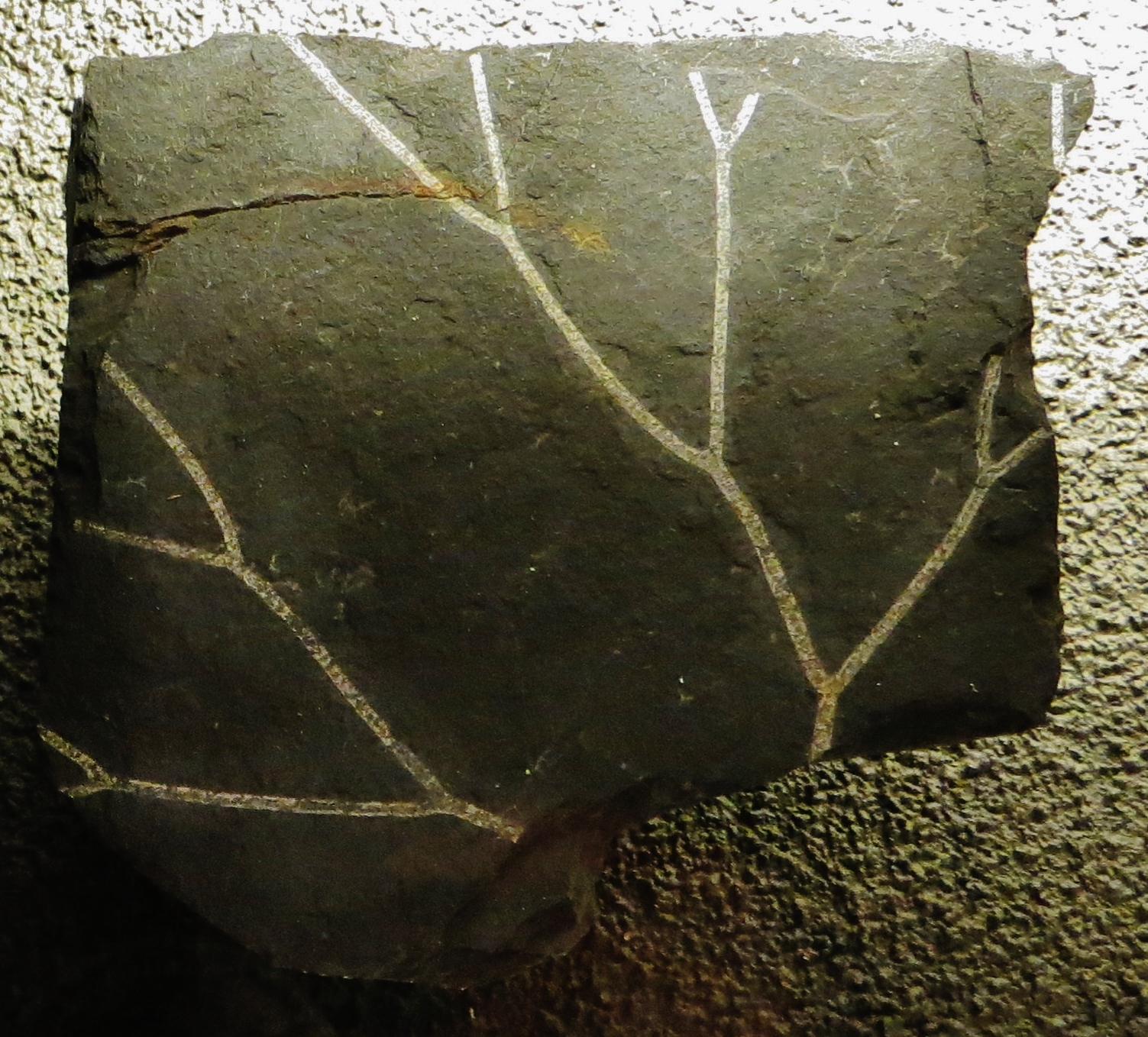
Скам'янілість колонії Clonograptus magnificus
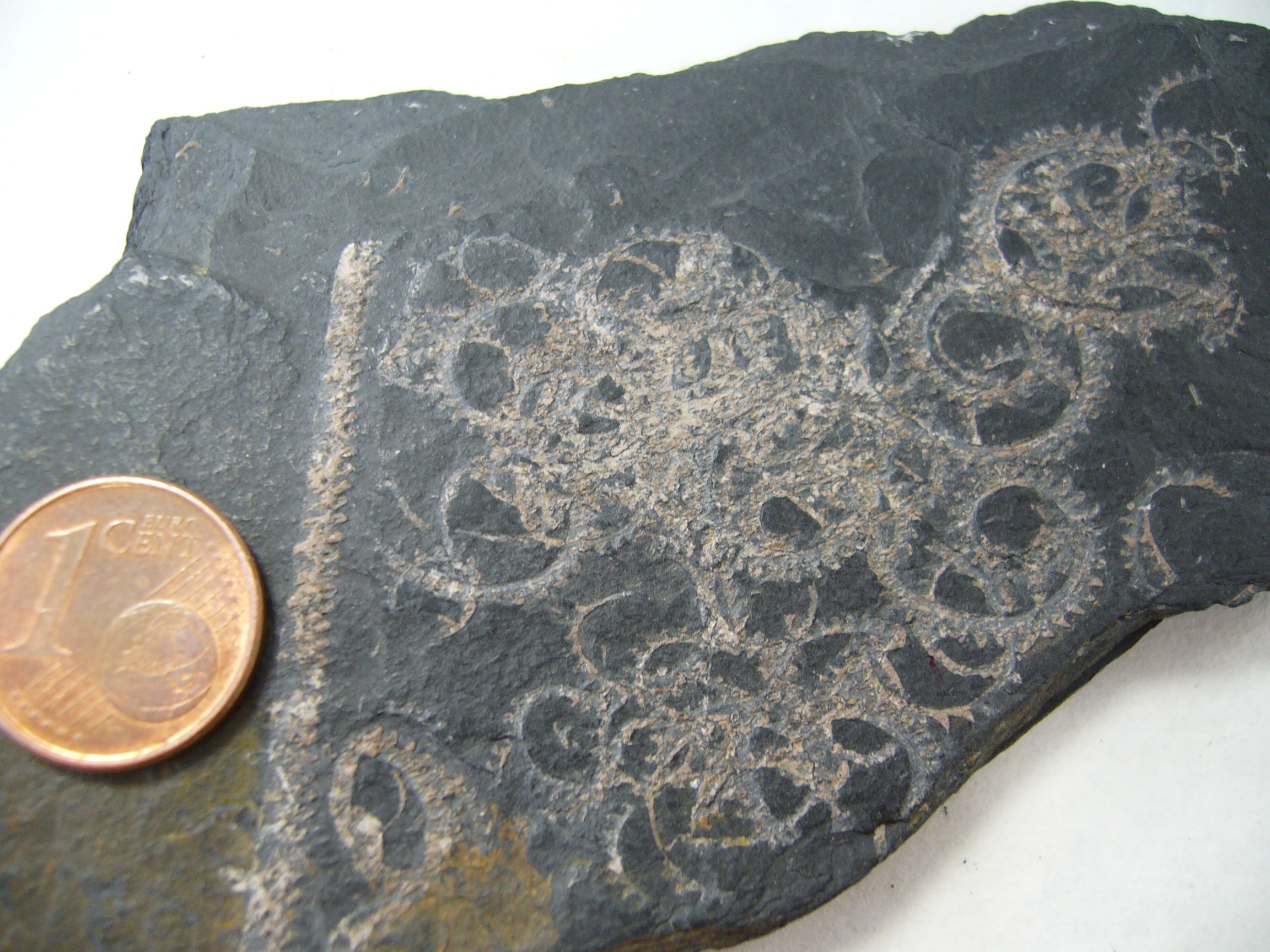
Скам'янілість колонії Spirograptus spiralis